# Hylidae
Gli Ilidi (Hylidae Rafinesque, 1815) sono una famiglia di anfibi anuri, conosciuti comunemente con il nome di raganelle.

## Descrizione
La raganella è un piccolo anuro con colori molto vivaci e con dischi adesivi sulle zampe.

## Biologia
Sono abili arrampicatrici vivendo per lo più sugli alberi o comunque sulla vegetazione e scendono a terra solo durante il periodo riproduttivo. Si nutrono per lo più di insetti volanti che catturano con grande abilità. Le raganelle passano l'inverno tra le foglie morte. Durante la stagione fredda molte di esse muoiono.

## Distribuzione

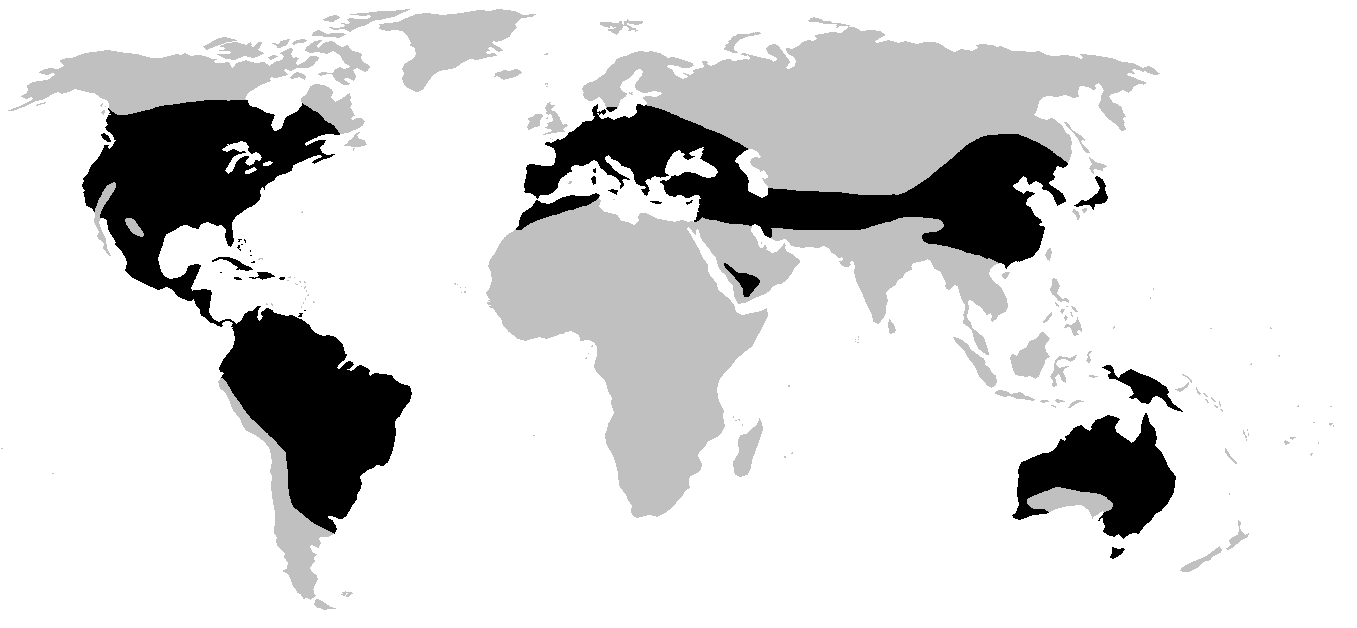
Areale della famiglia Hylidae

Le specie di questa famiglia sono diffuse nelle regioni tropicali e temperate  di America, Europa, Nord Africa e Asia. Alcune specie sono state introdotte in Australia.
In Europa la famiglia è rappresentata da sette specie appartenenti al genere Hyla: H. arborea, H. intermedia, H. meridionalis, H. molleri, H. orientalis, H. perrini e H. sarda.

## Tassonomia
La tassonomia degli Ilidi è stata argomento di una forte discussione negli ultimi anni. Ne è risultato un notevole ridimensionamento nel numero delle specie e delle sottofamiglie. 

Comprende 734 specie raggruppate in sette sottofamiglie:
- "Hyla" imitator (Barbour and Dunn, 1921)

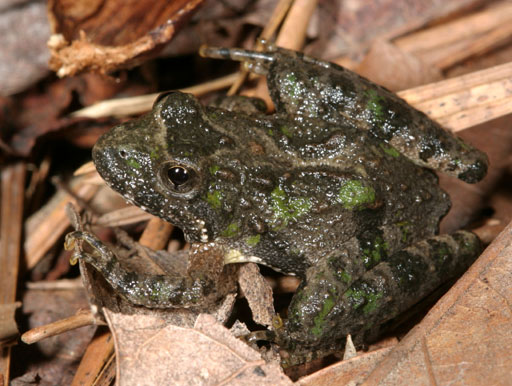
Acris crepitans

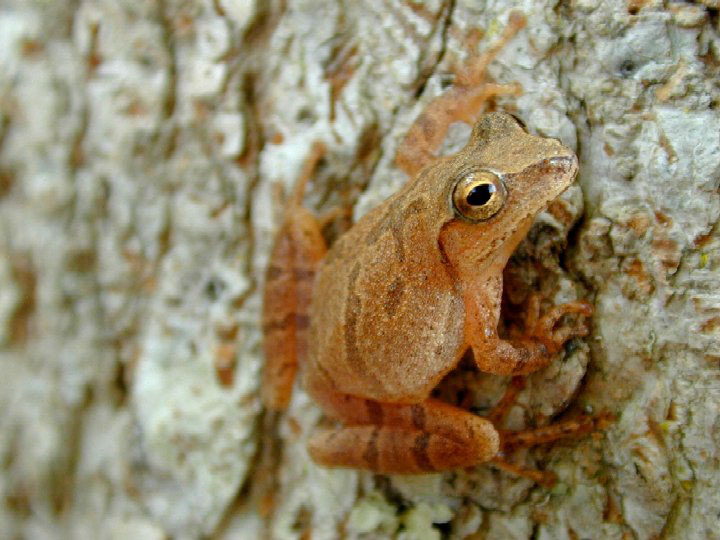
Pseudacris crucifer

- Sottofamiglia: Acridinae Mivart, 1869 (22 sp.)
  - Acris Duméril and Bibron, 1841
  - Pseudacris Fitzinger, 1843
- Sottofamiglia: Cophomantinae Hoffman, 1878 (183 sp.)
  - Aplastodiscus Lutz, 1950
  - Boana Gray, 1825
  - Bokermannohyla Faivovich, Haddad, Garcia, Frost, Campbell, and Wheeler, 2005
  - Hyloscirtus Peters, 1882
  - Myersiohyla Faivovich, Haddad, Garcia, Frost, Campbell, and Wheeler, 2005
  - Nesorohyla Pinheiro, Kok, Noonan, Means, and Haddad, 2018
  - "Hyla" nicefori (Cochran and Goin, 1970)
- Sottofamiglia: Dendropsophinae Fitzinger, 1843 (111 sp.)
  - Dendropsophus Fitzinger, 1843
  - Xenohyla Izecksohn, 1998

- Sottofamiglia: Hylinae Rafinesque , 1815 (174 sp.) 

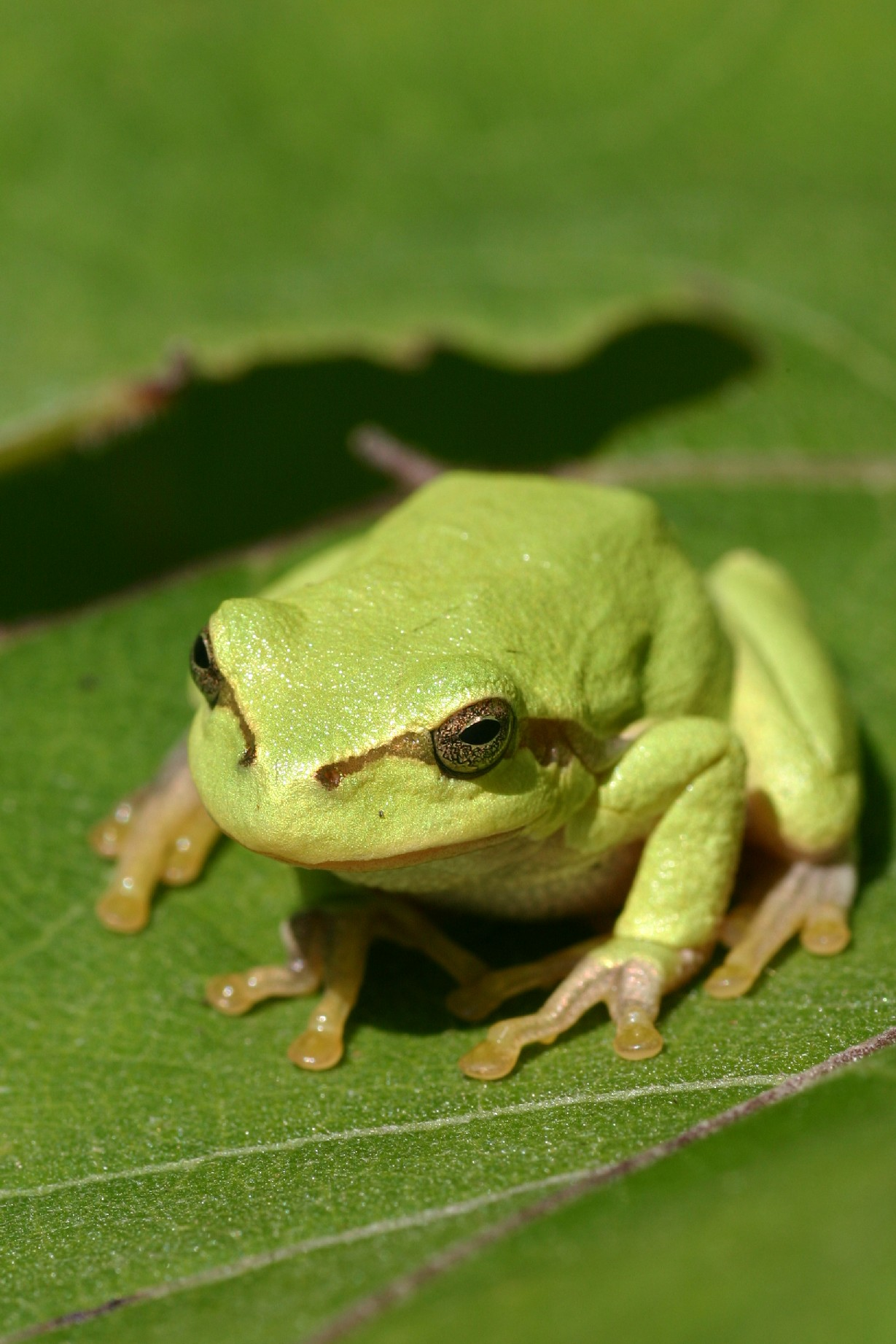
Hyla arborea

  - Atlantihyla Faivovich, Pereyra, Luna, Hertz, Blotto, Vásquez-Almazán, McCranie, Sánchez, Baêta, Araujo-Vieira, Köhler, Kubicki, Campbell, Frost, Wheeler, and Haddad, 2018
  - Bromeliohyla Faivovich, Haddad, Garcia, Frost, Campbell, and Wheeler, 2005
  - Charadrahyla Faivovich, Haddad, Garcia, Frost, Campbell, and Wheeler, 2005
  - Dryophytes Fitzinger, 1843
  - Duellmanohyla Campbell and Smith, 1992
  - Ecnomiohyla Faivovich, Haddad, Garcia, Frost, Campbell, and Wheeler, 2005
  - Exerodonta Brocchi, 1879
  - Hyla Laurenti, 1768
  - Isthmohyla Faivovich, Haddad, Garcia, Frost, Campbell, and Wheeler, 2005
  - Megastomatohyla Faivovich, Haddad, Garcia, Frost, Campbell, and Wheeler, 2005
  - Plectrohyla Brocchi, 1877
  - Ptychohyla Taylor, 1944
  - Quilticohyla Faivovich, Pereyra, Luna, Hertz, Blotto, Vásquez-Almazán, McCranie, Sánchez, Baêta, Araujo-Vieira, Köhler, Kubicki, Campbell, Frost, Wheeler, and Haddad, 2018
  - Rheohyla Duellman, Marion, and Hedges, 2016
  - Sarcohyla Duellman, Marion, and Hedges, 2016
  - Smilisca Cope, 1865
  - Tlalocohyla Faivovich, Haddad, Garcia, Frost, Campbell, and Wheeler, 2005
  - Triprion Cope, 1866

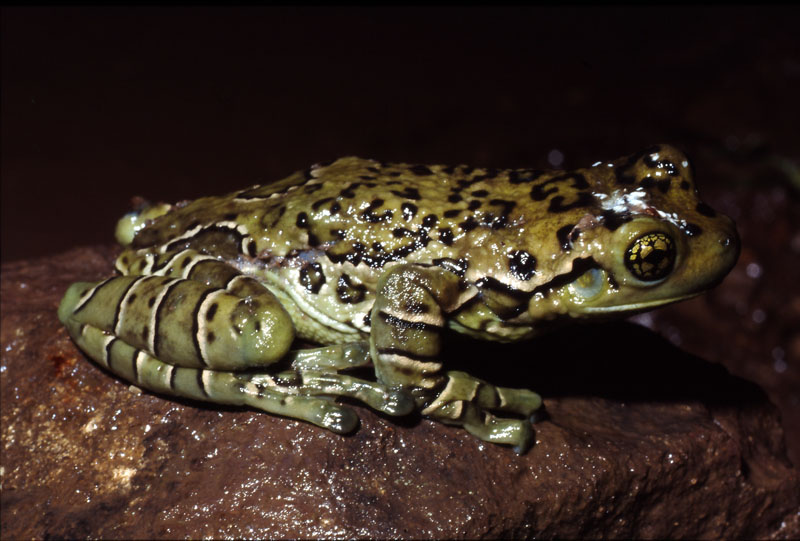
Trachycephalus dibernardoi

- Sottofamiglia: Lophyohylinae Miranda-Ribeiro, 1926 (88 sp.)
  - Corythomantis Boulenger, 1896
  - Dryaderces Jungfer, Faivovich, Padial, Castroviejo-Fisher, Lyra, Berneck, Iglesias, Kok, MacCulloch, Rodrigues, Verdade, Torres-Gastello, Chaparro, Valdujo, Reichle, Moravec, Gvoždík, Gagliardi-Urrutia, Ernst, De la Riva, Means, Lima, Señaris, Wheeler, and Haddad, 2013
  - Itapotihyla Faivovich, Haddad, Garcia, Frost, Campbell, and Wheeler, 2005
  - Nyctimantis Boulenger, 1882
  - Osteocephalus Steindachner, 1862
  - Osteopilus Fitzinger, 1843
  - Phyllodytes Wagler, 1830
  - Phytotriades Jowers, Downieb, and Cohen, 2009
  - Tepuihyla Ayarzagüena, Señaris, and Gorzula, 1993
  - Trachycephalus Tschudi, 1838

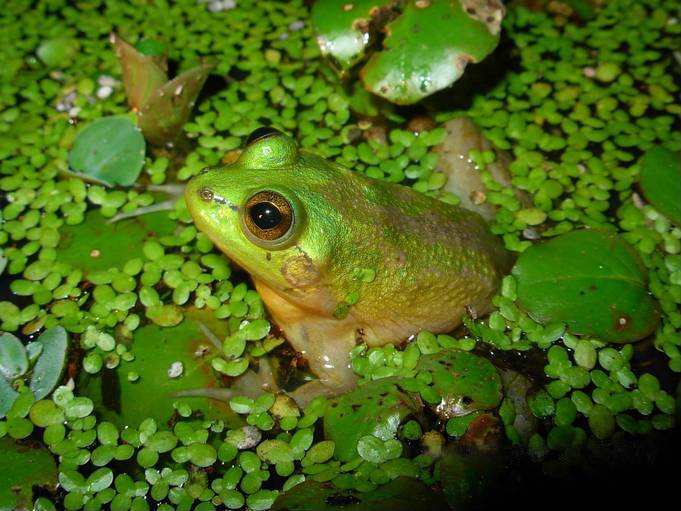
Pseudis paradoxa

- Sottofamiglia: Pseudinae Fitzinger, 1843 (13 sp.)
  - Lysapsus Cope, 1862
  - Pseudis Wagler, 1830
  - Scarthyla Duellman and de Sá, 1988
- Sottofamiglia: Scinaxinae Duellman, Marion, and Hedges , 2016 (142 sp.) 
  - Gabohyla Araujo-Vieira, Luna, Caramaschi, and Haddad, 2020
  - Julianus Duellman, Marion, and Hedges, 2016
  - Ololygon Fitzinger, 1843
  - Scinax Wagler, 1830
  - Sphaenorhynchus Tschudi, 1838